# Черноморец (стадион)
Стадион «Черноморец» (укр. «Чорноморець») — футбольный стадион, крупнейший на юге Украины; домашняя арена команды «Черноморец» (Одесса). Стадион находится в парке им. Т. Г. Шевченко, расположенном в историческом центре города, вблизи крутого обрыва к одесскому заливу. После реконструкции, завершившейся в 2011 году вмещает более 34 тысяч зрителей.

## Названия стадиона
Названия спортивной арены неоднократно менялись.
| Период       | Название                                                 |
| ------------ | -------------------------------------------------------- |
| 1936—1938    | «Стадион им. С. В. Косиора»                              |
| 1938—1944    | «Стадион парка имени Шевченко»                           |
| 1945—1957    | Центральный стадион «Пищевик»                            |
| 1958         | Стадион «Авангард»                                       |
| 1959—2003    | Центральный стадион «Черноморского морского пароходства» |
| 2003—2011    | Центральный стадион «Черноморец»                         |
| с 19.11.2011 | Стадион «Черноморец»                                     |

## История

### Ранняя
С 1900-х годов и до начала 1930-х годов в приморском Александровском парке можно было увидеть два Чёрных моря. Одно, мокрое, сияло за скалами Ланжерона, а другое, сухое, было на месте нынешнего «Зелёного театра» в городском саду.
О происхождении второго «Чёрного моря» рассказал Валентин Катаев в книге «Встреча»:
Отцы города с педагогической целью ознакомить население с отечественной географией придумали соорудить небольшой пруд в форме Чёрного моря. В точном соответствии с картой выкопали калошеобразную яму… Хрупкий бюджет муниципалитета не выдержал дальнейших трат. Чёрное море так и осталось на вечные времена необлицованным и сухим.

Да, в Одессе играли в футбол в то время, когда ваш папа играл в преферанс. И я играл за форварда. Старостин, скажите ему!
— писал нападающий футбольной команды Ришельевской гимназии Юрий Олеша.
«Чёрное море» облюбовали молодые любители только появившегося в России футбола, с завистью и интересом смотревшие, как играют англичане из «Одесского британского атлетического клуба» (ОБАК). Один из этих любителей, впоследствии всерьёз променявший мяч на перо, Козачинский Александр, спустя много лет напишет в повести «Зелёный фургон»:
*Чёрным морем с незапамятных времён владела команда футболистов, которые именовали себя черноморцами. Чёрное море было чрезвычайно комфортабельным футбольным полем: окружённое пологими склонами, оно само возвращало игрокам мяч, который вылетал за его пределы. В команде черноморцев играли портовые парни, молодые рыбаки с Ланжерона и жители старой таможни. Они выходили на поле в полосатых матросских тельняшках…
В повести Козачинского молодой сыщик ловит вора Красавчика, которым являлся сам автор книги и с которым они вместе играли в одной одесской футбольной команде.
И Катаев и Олеша не случайно связали в своих воспоминаниях «Чёрное море» с поэтом Эдуардом Багрицким. Не играя, тот часами пропадал тут, болея за своих друзей. Молодой Багрицкий написал «Гимн черноморцев», несколько строчек которого запомнил С. Берёзов:
Походим мы на диких горцев,
Наряд незатейлив и прост.
Но ва́жны для нас, черноморцев,
Отвага, осанка и рост!
С «Чёрного моря» ушли в большой футбол одесские игроки В. Зинкевич, Т. Коваль, В. Котов, М. Малхасов, И. Типикин. Здесь взошла звезда Александра Злочевского (Сашки Злота), кумира одесских болельщиков, героя разных историй. Вокруг него всегда собирались любители футбола, когда он уже в преклонном возрасте появлялся на Ланжероне.

### Юрий Олешаи одесский футбол
Могу сказать, что я видел зарю футбола…
Многие страницы книги «Ни дня без строчки» посвящены воспоминаниям о начале одесского футбола:
«Я ни на что не хочу жаловаться! Я хочу только вспомнить, как стоял Гриша Богемский в белой одежде „Спортинга“ (спортклуб в Одессе). Уже помимо того, что он чемпион бега на сто метров, чемпион прыжков в высоту и прыжков с шестом, он ещё на футбольном поле совершает то, что сделалось легендой. Такой игры я впоследствии не видел» — вспоминает он знаменитого Григория Богемского, с которым имел счастье играть в гимназической команде.
«Я играл вместе с Богемским, — сразу, как к давнему знакомому, обратился ко мне Юрий Карлович, при этом он уставился на меня своими серыми глазами, как бы фиксируя мою реакцию, верю я или не верю в то, что он действительно играл „с самим Богемским“, да и вообще знаю ли я, кто такой Богемский» — вспоминал первую встречу с Олешей знаменитый футболист Андрей Старостин.
Сергей Бондарин, воспоминания «Встречи со сверстником»:

В юности мы встречались на футбольной площадке. Маленький и шустрый гимназист Олеша играл за свою Ришельевскую гимназию в пятёрке нападения, и я помню день его славы, когда в решающем матче на первенство гимназической лиги Олеша забил гол в ворота противника. Это был точный красивый мяч с позиции крайнего правого… Маленький и быстрый форвард, пробежав по краю зелёной площадки и ловко обведя противника, точным ударом вбил гол. Аплодисменты…

### Новый стадион ивойна

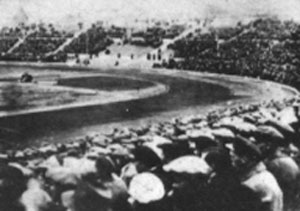
Стадион им. С. В. Косиора, 1936 год

Традиции «Чёрного моря» продолжил стадион, построенный там же, в парке Шевченко, по проекту архитекторов А. И. Дубинина, Н. М. Каневского и Р. А. Владимирской. И здесь футбольным полем служило дно огромной искусственной выемки, но, в отличие от «Чёрного моря», она была правильной эллиптической формы, а на склонах располагались трибуны для двадцати двух тысяч зрителей.
Его строительство началось в 1925 году, в 1935 на нём состоялся первый футбольный матч: сборная Одессы — сборная СССР (0:0). По окончании строительства, стадион был открыт 18 мая 1936 года и назван в честь первого секретаря ЦК КП(б)У Станислава Косиора, который присутствовал на торжественном открытии арены. Торжества завершились футбольным матчем между сборными Одессы и Днепропетровска, в котором победили хозяева поля со счётом 1:0. Впоследствии Косиора репрессировали и название стадиона пришлось изменить на «Стадион парка имени Т. Г. Шевченко». После открытия стадиона, пять предвоенных лет, как писала Вера Кетлинская в романе «Мужество»: «Вся неугомонная и любопытная Одесса сбегалась „болеть“ на трибуны стадиона».
Арене посвящён рассказ Юрия Олеши «Стадион в Одессе», напечатанный 2 июня 1936 в «Вечерней Москве»:
Стадион над морем. Его не было, это новый стадион в Одессе. На фоне моря. Нельзя представить себе более чудесного зрелища… Зелёная площадка футбола… Он открывается внезапно — его овал, лестницы, каменные вазы на цоколях, и первая мысль, которая появляется у вас после того, как вы восприняли это зрелище, это мысль о том, что мечты стали действительностью. Этот стадион так похож на мечту и вместе с тем так реален. Этим видом можно любоваться часами. В сознании рождается чувство эпоса.
Воспоминанием о мирной жизни является стадион в рассказе Валентина Катаева «Отче наш», написанном в только что освобождённой Одессе в 1944 году. Автору рассказали одну реальную историю:
молодая женщина с маленьким сыном, спасаясь от румынской облавы, мечется по зимней оккупированной Одессе, забредает в парк Шевченко и, не чувствуя ног от усталости, садится на скамейку. Утром их находят замёрзшими…

Проходя мимо стадиона, она вспомнила, как однажды до войны с мужем и друзьями пошла на футбол Харьков-Одесса. Павловские болели за Одессу. Она с мужем болела за Харьков. Одесса выиграла. Боже мой, что делалось тогда на этом громадном, новом стадионе над морем. Крики, вопли, драка, пыль столбом. Они тогда даже чуть не поссорились. Но теперь об этом приятно было вспомнить…
Одессу освободили 10 апреля 1944 года, и уже 28 мая того же года, через полтора месяца, стадион открылся. В послевоенные годы футбольные страсти вспыхнули с ещё большей силой.
Лишь гол — и что-то вдруг раздвинуло

За стадионом берега,

И море с гулом в чащу хлынуло

На оглушённого «врага»!
И. Рядченко'', стихотворение «Болельщики»

### В послевоенные годы

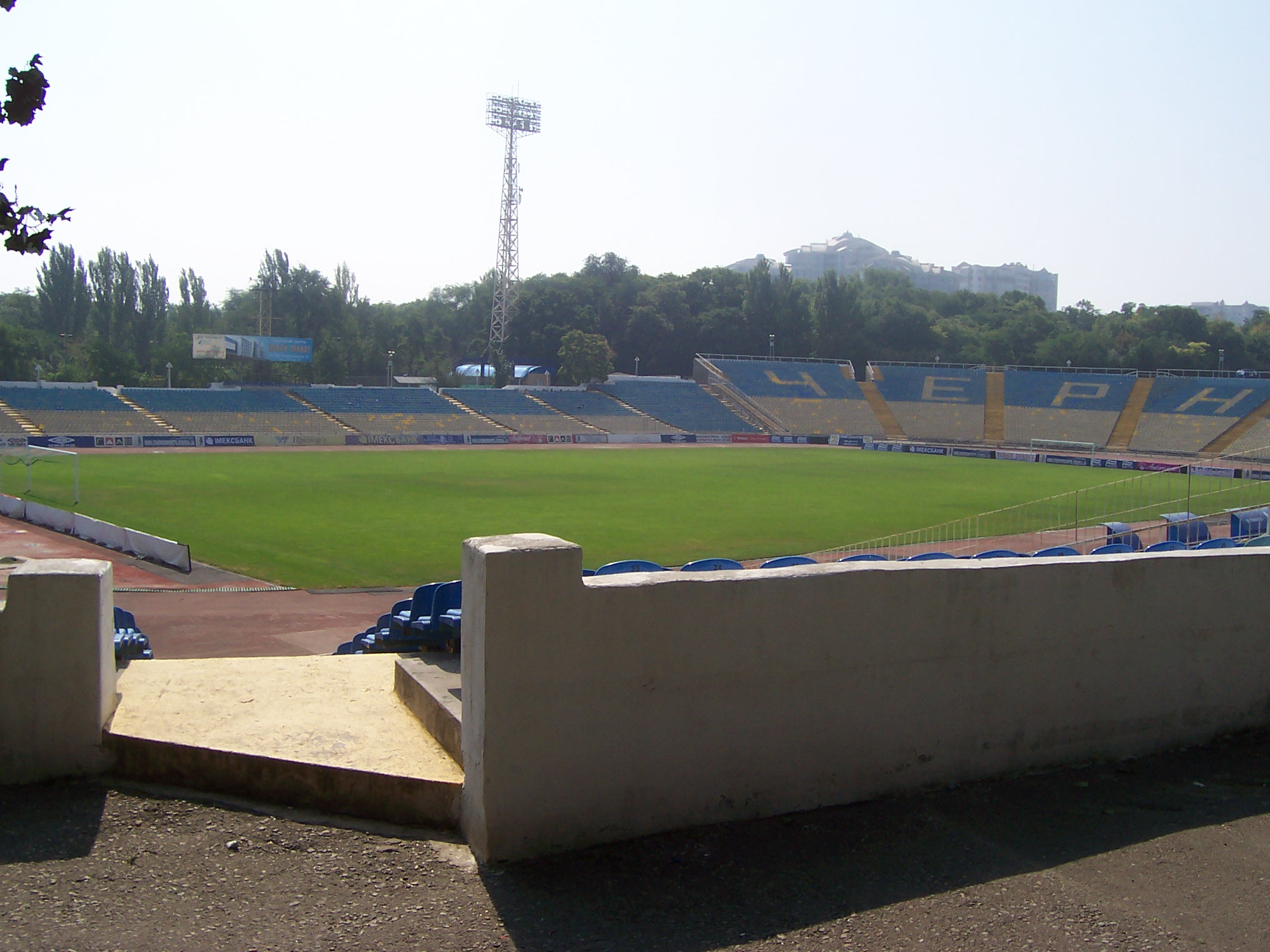
Стадион «Черноморец» перед последней реконструкцией, 2011 год

Вместимость трибун главного спортивного ядра колебалась от 22 до 55 тысяч мест. Рекордными по посещаемости стали некоторые домашние матчи одесского «Черноморца» в рамках 28-го чемпионата СССР по футболу 1966 года, когда на трибунах стадиона собиралось по 55 000 зрителей.
До предыдущей реконструкции (в начале 2000-х годов) Центральный стадион ЧМП на протяжении трёх с лишним десятилетий вмещал 43 000 зрителей.
В последнее время, после установки индивидуальных пластиковых сидений, за соревнованиями на стадионе могли наблюдать 34 362 человека.
За время существования стадиона на нём состоялось более тысячи официальных футбольных матчей с участием номинальных хозяев поля («Черноморца»), а также одесского СКА, киевского «Динамо», донецкого «Шахтёра», сборной Одессы, молодежной сборной СССР и сборной СССР. Стадион многократно принимал матчи за Суперкубок Украины.
28 марта 2007 года стадион принял первый в своей истории официальный матч сборной Украины: поединок сборной Украины против сборной Литвы в рамках отборочного турнира Евро-2008.
Самый первый матч с участием национальной сборной Украины на стадионе был сыгран 27 апреля 1993 года: в товарищеском поединке встретились Украина и Израиль.

### Новая арена
В начале 2008 года был представлен проект нового стадиона, который будет построен на месте существующего. Предполагаемая вместительность составляла 34000 мест. 3 сентября 2008 года на Центральном стадионе «Черноморец» была забита первая свая новой арены. Предполагалось, что реконструкция будет завершена в 2010 году, к Евро-2012, однако в мае исполком УЕФА исключил Одессу из списка резервных городов Евро-2012, что изменило планы руководства города и ФК «Черноморец». Конкретные сроки сдачи стадиона были неизвестны в течение некоторого времени, но вскоре руководство одесского клуба заявило, что арена будет сдана в эксплуатацию 19 ноября 2011 года, в связи с чем существенно активизировались строительные работы..

#### Открытие новой арены
19 ноября 2011 года состоялось открытие реконструированного стадиона. Официальная церемония открытия была достаточно скромной, были приглашены только местные музыканты, а саму церемонию вёл Олег Филимонов. Шоу открытия нового стадиона закончилось фейерверком. После чего состоялся футбольный матч чемпионата Украины по футболу между командами «Черноморец» (Одесса) и «Карпаты» (Львов), завершившийся вничью 2:2. Первый мяч на новом стадионе забил нападающий одесского «Черноморца» Виталий Балашов. На матче присутствовали 31060 зрителей.

Эмблема ФК «Черноморец» перед входом на стадион
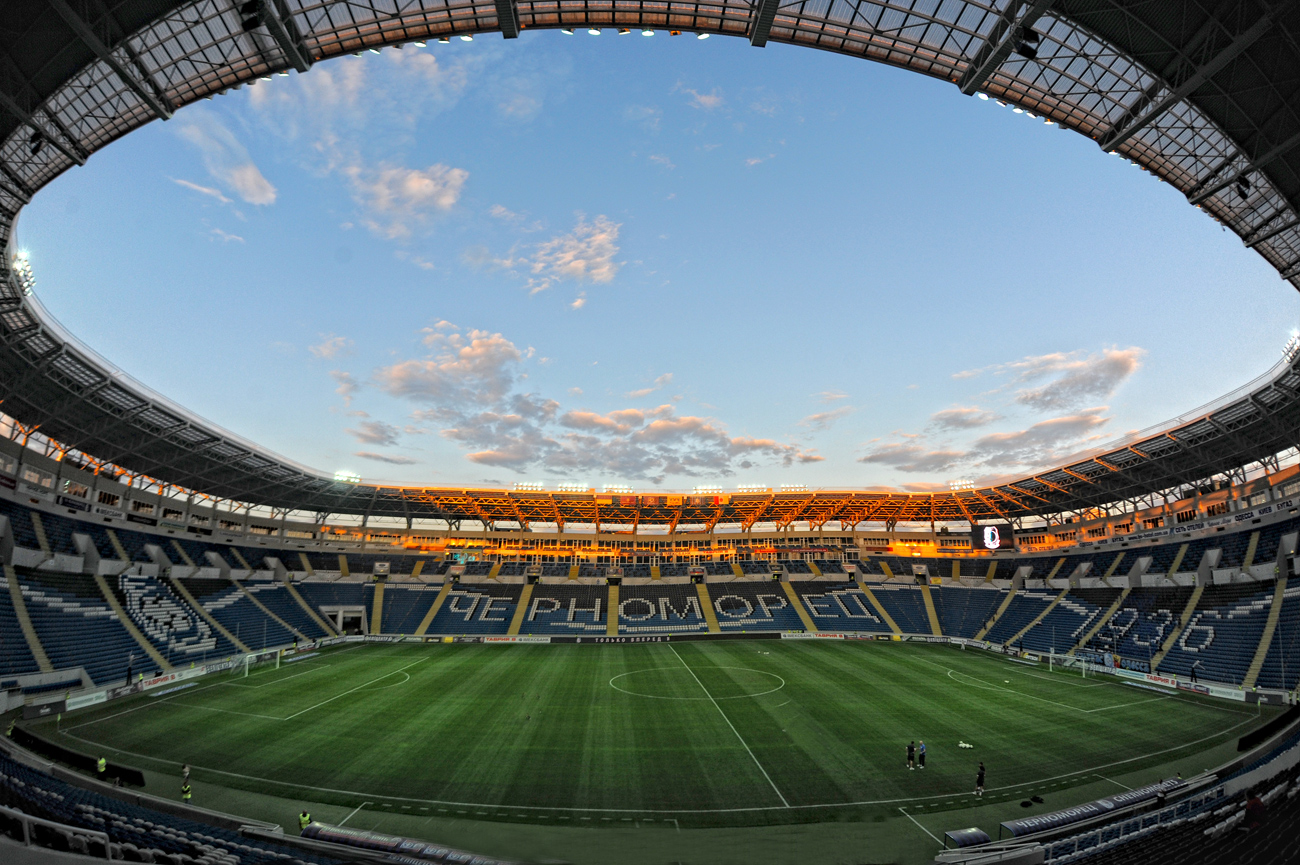
Вид изнутри
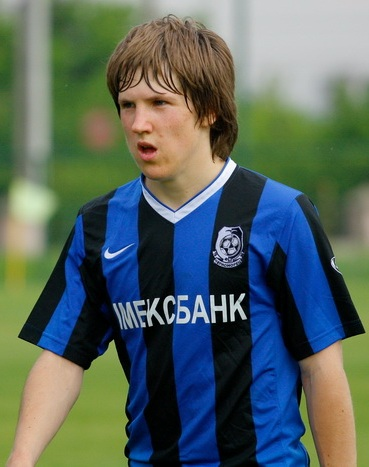
Виталий Балашов, забил первый гол на новом стадионе «Черноморец»

#### Музей истории ФК «Черноморец» (Одесса)
3 марта 2012 года на стадионе был открыт музей истории ФК «Черноморец» (Одесса).

#### Магазин фирменной атрибутики ФК «Черноморец» (Одесса)
На стадионе также расположен магазин фирменной атрибутики одесского «Черноморца».

#### Стадион как объект недвижимости
В начале марта 2015 года по информации главы НБУ Валерии Гонтаревой, в связи с финансовыми проблемами банка ИМЭКСБАНК владелец банка и ФК «Черноморец» (Одесса) Леонид Климов был вынужден часть своей недвижимости, в том числе, футбольный стадион «Черноморец» отдать под залог НБУ. Однако уже на следующий день генеральный директор одесского «Черноморца» Сергей Керницкий опроверг это сообщение.
В мае 2017 года стало известно, что oбанкротившийся «Имэксбанк», которым управляет «Фонд гарантирования вкладов» физических лиц Украины, стал собственником стадиона «Черноморец». В конце мая 2018 года стадион был выставлен на продажу, но 31 мая аукцион не состоялся, потому что не нашлось покупателей.

## Важные спортивные события на стадионе

### Матчи сборной СССР
| Дата       | Турнир | Хозяева | Счёт | Гости        | Голы             |
| ---------- | ------ | ------- | ---- | ------------ | ---------------- |
| 20.05.1974 | ТМ     | СССР    | 0:1  | Чехословакия | 0:1 — Негода 53' |

### Матчи сборной Украины
| Дата       | Турнир | Хозяева | Счёт | Гости     | Голы                                                     |
| ---------- | ------ | ------- | ---- | --------- | -------------------------------------------------------- |
| 27.04.1993 | ТМ     | Украинa | 1:1  | Израиль   | 0:1 — Харази 55' 1:1 — Коновалов 78'                     |
| 28.03.2007 | OЧЕ    | Украинa | 1:0  | Литва     | 1:0 — Гусев 47'                                          |
| 26.03.2013 | OЧМ    | Украинa | 2:1  | Молдова   | 1:0 — Ярмоленко 61' 2:0 — Хачериди 70' 2:1 — Суворов 80' |
| 24.03.2016 | ТМ     | Украинa | 1:0  | Кипр      | 1:0 — Степаненко 40'                                     |
| 12.11.2016 | OЧМ    | Украинa | 1:0  | Финляндия | 1:0 — Кравец 24'                                         |

### Матчи за Суперкубок Украины по футболу
До реконструкции арены, которая закончилась в 2011 году, стадион «Черноморец» принимал матчи за Суперкубок Украины по футболу в 2004, 2005, 2006 и 2007 годах. После реконструкции, закончившейся осенью 2011 г. стадион принял матчи за Суперкубок Украины по футболу 2013, 2015, 2016, 2017, 2018 и 2019 года.
Стадион «Черноморец» является рекордсменом по числу проведённых на нём матчей за Суперкубок Украины — десять, а также держит рекорд зрительской аудитории для данных матчей, когда 9 июля 2005 г. матч между донецким «Шахтёром» и киевским «Динамо» посетили 34400 зрителей.

### Матчи ФК «Черноморец»

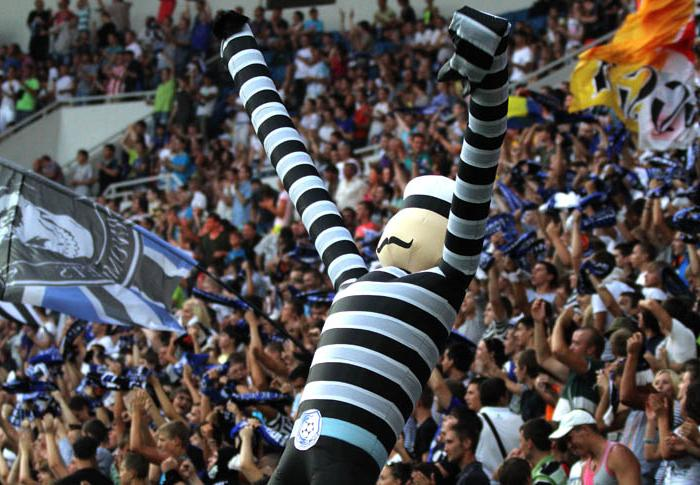
Маскот ФК «Черноморец», «одесский моряк» на трибуне стадиона, 2012 год

На стадионе «Черноморец» проводит свои матчи одноимённый одесский футбольный клуб. С момента открытия новой арены (19.11.2011) команда провела на поле стадиона более 50 матчей в различных футбольных турнирах. Помимо матчей чемпионата, розыгрышей кубка и суперкубка Украины, в сезоне 2013/14 стадион впервые принял матчи «моряков» в Лиге Европы УЕФА.

### Матчи СКА (Одесса)
Ввиду того, что в период 1965—1966 гг. одесский стадион СКА строился на месте старого деревянного стадиона, свои домашние матчи высшей лиги чемпионатов СССР 1965 и 1966 гг. одесский СКА проводил на стадионе ЧМП.
Так было и в 1977 году, когда боровшийся за путевку в первую лигу СКА проводил домашний матч двураундовой дуэли с семипалатинским "Спартаком" на Центральном стадионе ЧМП. Армейцы Одессы сумели в нем уверенно победить 3:0 (первый поединок на выезде завершился вничью, 2:2) и повысились в классе.  

### Матчи ФК «Динамо» (Киев)
- 7 марта 1973 года «Динамо» (Киев) — «Реал» (Мадрид) — 0:0. Первый матч 1/4 финала розыгрыша Кубка европейских чемпионов 1972/73 гг.[19][20]. Пока единственный матч Кубка европейских чемпионов УЕФА, сыгранный на стадионе.

### Матчи ФК «Волынь» (Луцк)
- 2 декабря 2004 годa «Волынь»(Луцк) — «Шахтёр» (Донецк) 1:3. Mатч 14-го турa чемпионата Украины 2004/05 гг.

### Матчи ФК «Мариуполь»[21]
- 4 августа 2014 года «Ильичёвец» (Мариуполь) — «Черноморец» (Одесса) — 3:3[22]. Из-за войны на востоке Украины стадион стал домашней ареной для мариупольской команды в матче 2-го тура чемпионата Украины по футболу 2014/15 гг. между командами «Ильичёвец» (Мариуполь) и «Черноморец» (Одесса).
- 2 августа 2018 года «Мариуполь» — «Юргорден» (Стокгольм) — 2:1. Ответный матч второго квалификационного раунда Лиги Европы УЕФА сезона 2018/19[23][24].
- 9 августа 2018 года «Мариуполь» — «Бордо» — 1:3. Первый матч третьего квалификационного раунда Лиги Европы УЕФА сезона 2018/19[25][26].
- 8 августа 2019 года «Мариуполь» — АЗ (Алкмар) — 0:0. Первый матч третьего квалификационного раунда Лиги Европы УЕФА сезона 2019/20[27][28].

### Матчи ФК «Шахтёр» (Донецк)
- 14 августа 2015 года «Шахтёр» (Донецк) — «Днепр» (Днепропетровск) — 0:2[29]. Из-за не очень хорошего качества газона стадиона «Арена Львов» донецкий «Шахтёр» принял решение провести свой «домашний» матч 5-го тура чемпионата Украины 2015/16 гг. в Одессе[30].
- 3 декабря 2015 года «Шахтёр» (Донецк) — «Карпаты» (Львов) — 3:0[31][32]. Матч 12-го тура чемпионата Украины 2015/16 гг.

### Матчи ФК «Заря» (Луганск)[33]
- 15 сентября 2016 года «Заря» (Луганск) — «Фенербахче» (Стамбул) — 1:1. Матч группового этапа Лиги Европы УЕФА сезона 2016/17[34][35].
- 3 ноября 2016 года «Заря» (Луганск) — «Фейеноорд» (Роттердам) — 1:1. Матч группового этапа Лиги Европы УЕФА сезона 2016/17[36][37].
- 8 декабря 2016 года «Заря» (Луганск) — «Манчестер Юнайтед» (Манчестер) — 0:2. Матч группового этапа Лиги Европы УЕФА сезона 2016/17[38][39].

## Мероприятия
Первое серьёзное музыкальное мероприятие состоялось 12 июня 2012 года. В этот день прошел фестиваль «Prosto Rock 2012» при участии легендарных американских групп Linkin Park и Garbage, а также украинских коллективов Бумбокс и O.Torvald.